# Microsoft Lumia 532
Microsoft Lumia 532 е смартфон от ниския ценови клас с операционна система Windows Phone 8.1 от серията Microsoft Lumia. Моделът е съвместим с Windows 10 Mobile.
Както и моделът Lumia 435, за 532 също се счита, че е базиран на дизайна от типа Nokia Х.
Моделът Lumia 532 е критикуван заради слабия капацитет на батерията, за смартфон от такъв ценови клас.